# 昆士蘭州旗
昆士蘭州旗基於藍船旗設計。旗幟右側有一白色圓形，白色圓形內有一個淡藍色的馬耳他十字圖案。現在的昆士蘭州旗制定於1876年。在1870年時，昆士蘭州制定了其的首個州旗。